# معاهدة الانضمام 2003
معاهدة الانضمام 2003 هي اتفاقية بين الدول الأعضاء في الاتحاد الأوروبي وعشر دول (جمهورية التشيك وإستونيا وقبرص ولاتفيا وليتوانيا والمجر ومالطا وبولندا وسلوفينيا وسلوفاكيا) بشأن انضمام هذه الدول إلى الاتحاد الأوروبي كجزء من توسيع الاتحاد الأوروبي لعام 2004. في الوقت نفسه، غيرت المعاهدة عددًا من النقاط التي تم وضعها في الأصل في معاهدة نيس. تم التوقيع على المعاهدة في 16 أبريل 2003 في أثينا، اليونان ودخلت حيز التنفيذ في 1 مايو 2004.

## خلفية
يتألف الاتحاد الأوروبي من عدد كبير من الهياكل القانونية المتداخلة والتي نتجت من خلال المعاهدات الدولية المتعاقبة.
تعدل معاهدة الانضمام لعام 2003:
- معاهدة روما (إنشاء الجماعة الاقتصادية الأوروبية)،
- معاهدة يوراتوم (إنشاء الجماعة الأوروبية للطاقة الذرية)،
- معاهدة ماستريخت (إنشاء الاتحاد الأوروبي). أعيد بناء رواق أتالوس القديمة، حيث تم توقيع المعاهدة

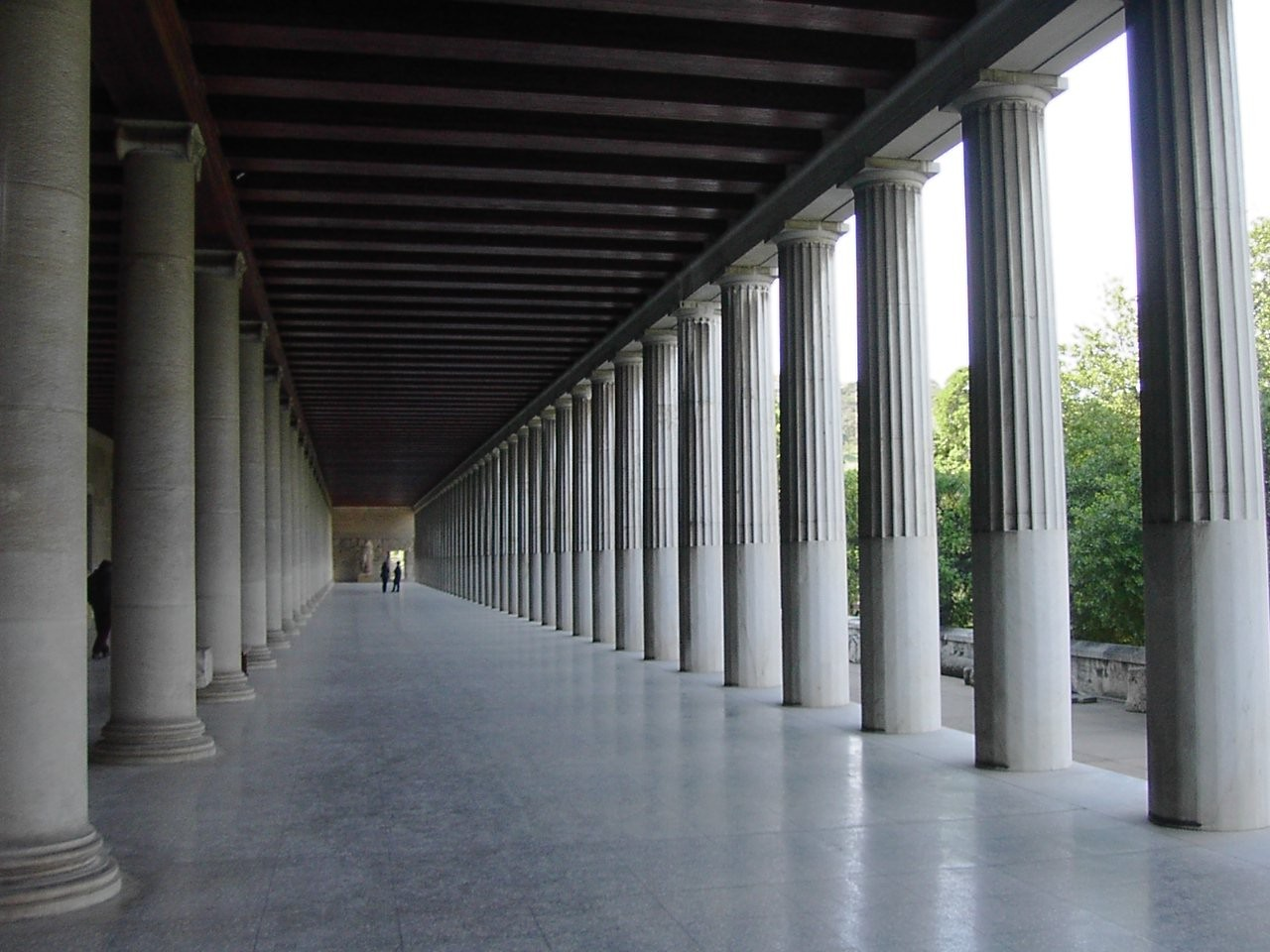
أعيد بناء رواق أتالوس القديمة، حيث تم توقيع المعاهدة

تم إجراء جميع التغييرات على المعاهدات المذكورة أعلاه بموجب المادة 11-19 في الجزء الثاني من معاهدة الانضمام. إلى جانب مراجعة أوزان التصويت وعدد ممثلي الدول الأعضاء في جميع المؤسسات الأوروبية، أوضح التغيير الأكثر بروزًا كيفية التعامل مع تصويت الأغلبية المؤهلة في مجلس الاتحاد الأوروبي. اعتبارًا من 1 تشرين الثاني (نوفمبر) 2004، كلما صوت المجلس لاعتماد قرار بالأغلبية المؤهلة، فإن هذا يحتاج إلى دعم من غالبية الدول الأعضاء التي تمثل في نفس الوقت 232 صوتًا مرجحًا كحد أدنى من أصل 321 صوتًا مرجحًا (72.3٪)، بينما أيضًا كشرط ثالث، يجب أن تمثل تلك الدول ما لا يقل عن 62٪ من إجمالي سكان الاتحاد. وإلا فلن يتم اعتماد القرار المعني.

الاسم الكامل للمعاهدة هو:

## روابط خارجية
- معاهدة الانضمام 2003
- النسخة الموحدة للمعاهدات التي أعقبت معاهدة الانضمام
- ملخص بواسطة Orgalime بما في ذلك أوزان التصويت بموجب معاهدة الانضمام
- معاهدة بشأن انضمام 10 دول جديدة إلى الاتحاد الأوروبي CVCE : موقع دراسات التكامل الأوروبي